# Cafè moca

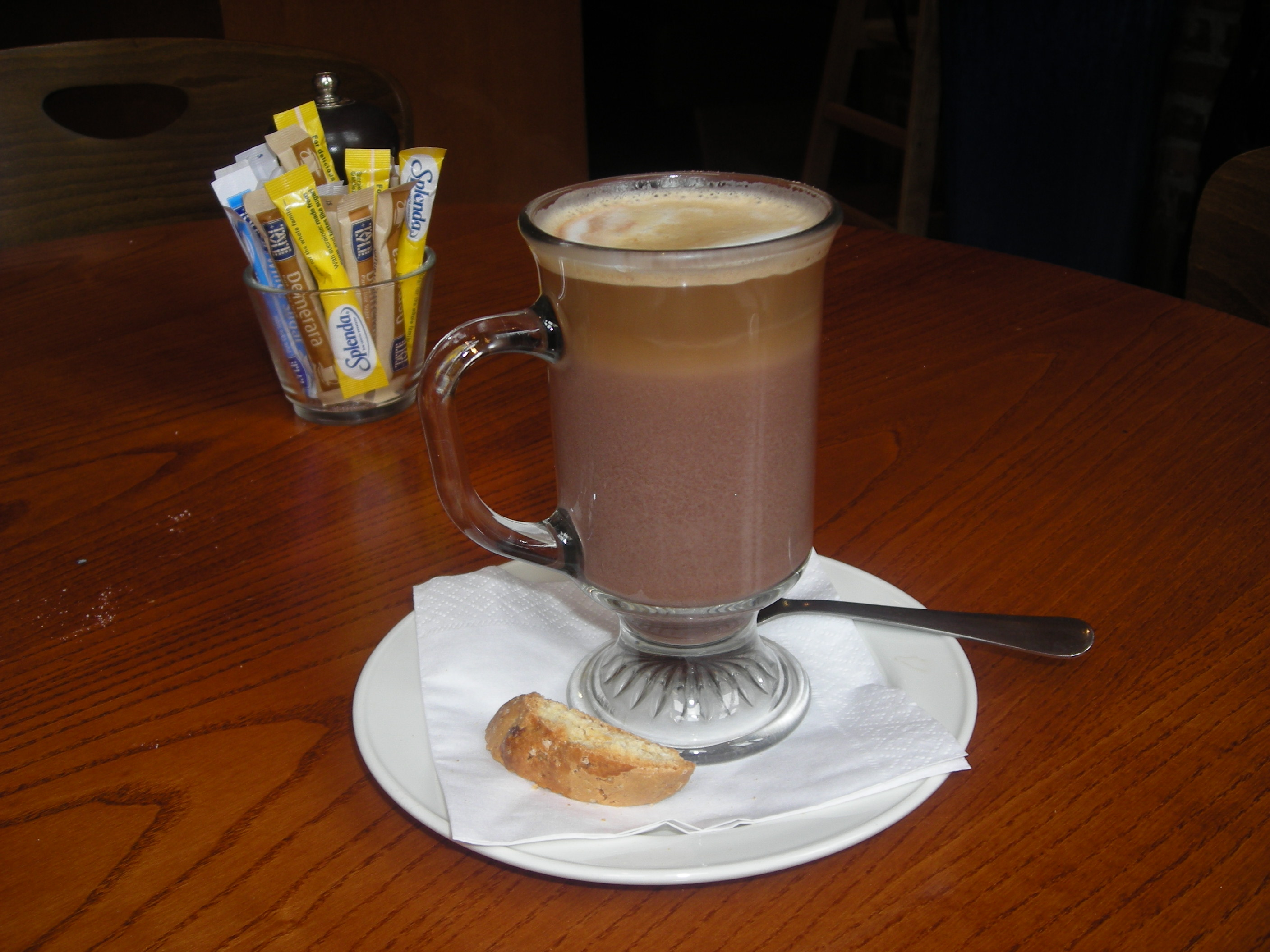
Un cafè moca amb una capa d'exprés sobre xocolata calenta, servit amb un amaretto.

Un café moca és un variant del cafè amb llet. Com ell, acostuma a portar un terç d'espresso i dos terços de llet vaporitzada, però s'afegeix una part de xocolata, normalment en forma de xarop de xocolata, si bé en algunes màquines expenedores es fa servir llet en pols. Els cafès moques contenen xocolata negra o amb llet.
Com el cappuccino, el moca té escuma de llet per sobre, encara que de vegades se serveix amb crema de llet en el seu lloc. Acostuma a empolvorar-se amb canyella o cacau en pols.
Una variant és el cafè moca blanc, fet amb xocolata blanca.
En algunes zones d'Europa i Orient Mitjà es fa servir el terme mocaccino per al·ludir al cafè amb llet i cacau o xocolata, en canvi als Estats Units mocaccino es refereix a un capuccino fet amb xocolata.
El cafè moca pren el nom de la ciutat de Moca del Iemen que ja al segle xv exportava cafè.
També rep el nom de moca a un tipus de gra de cafè procedent de la ciutat de Moca (Moka o Mocha), més petit i més arrodonit que els grans normals, i que recorda al cacau. Per això en alguns llocs d'Europa un cafè moca pot ser simplement un cafè fet amb grans de cafè de moca.
El contingut de cafeïna del cafè moca és aproximadament de 370 mg/L.